# Centre pour les libertés civiles
Le Centre pour les libertés civiles (en ukrainien : Центр громадянських свобод, Tsentr hromadianskikh svobod) est une ONG ukrainienne fondée en 2007, à Kiev en Ukraine. Il est lauréat du prix Nobel de la paix 2022.

## Historique
L'ONG est intervenue pour défendre les citoyens lors des manifestations pro-européennes de 2013-2014. Elle a aussi compilé des données sur les crimes de guerre dans le Donbass et en Crimée. Depuis le 24 février 2022, avec l'invasion de l'Ukraine par la Russie, le Centre pour les libertés civiles établit les données relatives aux abus contre les droits de l’homme et recueille les preuves attestant des crimes de guerre. Par ailleurs, l'ONG assure une assistance aux Ukrainiens en leur donnant les contacts nécessaires.
Le prix Nobel de la paix 2022 est attribué au Centre pour les libertés civiles ainsi qu'à Alès Bialiatski et à l'ONG Memorial. Le comité Nobel indique : « Le centre a pris position pour renforcer la société civile ukrainienne et faire pression sur les autorités pour faire de l’Ukraine une démocratie à part entière ». 
La présidente du Centre pour les libertés civiles, l'avocate Oleksandra Matviïtchouk, demande la création d'un tribunal international pour juger Vladimir Poutine, Alexandre Loukachenko et d'autres criminels de guerre.